# ロナウド・ロドリゲス・デ・ジェズス
ロナウダンことロナウド・ロドリゲス・デ・ジェズス（Ronaldo Rodrigues de Jesus, 1965年6月19日 - ）は、ブラジル出身のプロサッカー選手。ポジションはDF（センターバック）、初期はボランチ。センターバックとして、体格やフィジカルを活かしたヘディングや肉弾戦に強さを発揮する一方で、スマートさも兼ね備えていた。攻撃参加時には、ヘディングで威力を発揮するだけでなく、強烈なシュートも放った。
ブラジル代表以外では「ロナウド」を登録名としていたが、代表では既にロナウド・ルイス・ナザリオ・デ・リマがロナウドの登録名を使用していた為、登録名を「大きなロナウド」を意味する「ロナウダン」とした。

## 経歴
サンパウロFC時代には、キャプテンを務め、1992年、リベルタドーレスカップ、トヨタカップ優勝、1993年リベルタドーレスカップ、トヨタカップ優勝に守備の要として貢献、これらの活躍からJリーグやラ・リーガの数チームが獲得に動いたが、1994年から清水エスパルスで2シーズンプレー、1994年3月12日の横浜フリューゲルス戦でJリーグデビュー、3月19日のベルマーレ平塚戦でJリーグ初ゴールを決めた。DFの中心として1stステージの優勝争いに貢献した(年間順位は2位)、この活躍から同年のJリーグ年間ベストイレブンに選出された。また同年、Jリーグオールスターサッカーのメンバーに選出されていてが、母国でワールドカップの優勝記念のイベント出席のため出場出来なかった。1995年の1stステージ終了後にブラジルへ帰国し、CRフラメンゴに移籍。晩年はサントスFCなどで2002年までプレーを続けた。
1991年12月のチェコスロバキア戦でブラジルフル代表デビューを果たした。エスパルス在籍中、代表チームに怪我人が続出したことで、FIFAワールドカップアメリカ大会のメンバーに急遽召集されたて優勝を果たしたが、出場機会は無かった。2023年現在、Jリーグクラブに所属期間中にW杯優勝を経験したのはロナウダンのみで、欧州と南米以外のクラブ在籍中にW杯の優勝メンバーとなった選手は北米のアトランタ・ユナイテッドFC在籍中にアルゼンチン代表として2022年カタール大会で優勝メンバーとなったティアゴ・アルマダを含めて2例のみである。

## 所属クラブ
- 1985  リオ・プレトEC
- 1986-1993  サンパウロFC
- 1994  清水エスパルス
- 1995-1997  CRフラメンゴ
- 1997-1998  サントスFC
- 1998  コリチーバFC
- 1998-2002  AAポンチ・プレッタ

## 個人成績
| 国内大会個人成績 | 国内大会個人成績 | 国内大会個人成績 | 国内大会個人成績 | 国内大会個人成績 | 国内大会個人成績 | 国内大会個人成績 | 国内大会個人成績 | 国内大会個人成績 | 国内大会個人成績 | 国内大会個人成績 | 国内大会個人成績 |
| 年度             | クラブ           | 背番号           | リーグ           | リーグ戦         | リーグ戦         | リーグ杯         | リーグ杯         | オープン杯       | オープン杯       | 期間通算         | 期間通算         |
| 年度             | クラブ           | 背番号           | リーグ           | 出場             | 得点             | 出場             | 得点             | 出場             | 得点             | 出場             | 得点             |
| 日本             | 日本             | 日本             | 日本             | リーグ戦         | リーグ戦         | リーグ杯         | リーグ杯         | 天皇杯           | 天皇杯           | 期間通算         | 期間通算         |
| ---------------- | ---------------- | ---------------- | ---------------- | ---------------- | ---------------- | ---------------- | ---------------- | ---------------- | ---------------- | ---------------- | ---------------- |
| 1994             | 清水             | -                | J                | 36               | 3                | 0                | 0                | 1                | 0                | 37               | 3                |
| 1995             | 清水             | -                | J                | 10               | 0                | -                | -                | 0                | 0                | 10               | 0                |
| 通算             | 日本             | 日本             | J                | 46               | 3                | 0                | 0                | 1                | 0                | 47               | 3                |
| 総通算           | 総通算           | 総通算           | 総通算           | 46               | 3                | 0                | 0                | 1                | 0                | 47               | 3                |

## 代表歴

### 出場大会
- ブラジル代表
  - 1994 FIFAワールドカップ（優勝、出場なし）

### 試合数
- 国際Aマッチ 14合 1得点（1991年-1995年）[10]

| ブラジル代表 | 国際Aマッチ | 国際Aマッチ |
| 年           | 出場        | 得点        |
| ------------ | ----------- | ----------- |
| 1991         | 1           | 0           |
| 1992         | 5           | 0           |
| 1993         | 1           | 0           |
| 1994         | 0           | 0           |
| 1995         | 7           | 1           |
| 通算         | 14          | 1           |